# 100 Opps
100 Opps è un singolo del rapper italiano Shiva, pubblicato il 28 aprile 2023 come unico estratto dal quinto album in studio Santana Season.

## Tracce
Testi di Andrea Arrigoni, Carlo Pizzocaro, Davide Covino, Francesco Ravesi, musiche di Daves, Nemo (CH), Exxpensive.
1. 100 Opps – 2:47

## Classifiche
| Classifica (2023) | Posizione massima |
| ----------------- | ----------------- |
| Italia            | 20                |